# إسماعيل ولد بده ولد الشيخ سيديا
إسماعيل ولد بده ولد الشيخ سيديا (مواليد 17 مارس 1961 في بوتلميت) هو مهندس وخبير استشاري شغل منصب الوزير الأول الخامس عشر في موريتانيا لمدة عام بين تاريخيْ 3 أغسطس 2019 و6 أغسطس 2020 في عهد الرئيس محمد ولد الغزواني. إضافة لعدة حقائب وزارية قبل ذلك في عهد الرئيس محمد ولد عبد العزيز. ويرأس منذ فبراير 2025 مجلس إدارة الشركة الوطنية للصناعة والمناجم (سنيم) التي تعتبر أكبر شركة موريتانية على الإطلاق وثاني أكبر شركات الحديد في إفريقيا.
وُلد إسماعيل ولد الشيخ سيديا في مدينة بوتلميت، الواقعة على بُعد 150 كلم شرق العاصمة الموريتانية نواكشوط لأسرة تمتلك مكانة علمية واجتماعية مرموقة في البلاد.
في عهد الرئيس محمد ولد عبد العزيز شغل منصب وزير الإسكان والعمران والاستصلاح الترابي بين عامي 2009 و‌2013، كما شغل عام 2014 منصب وزير التشغيل والتكوين المهني وتقنيات الإعلام والاتصال، ثم أوكلت له مهمة رئاسة الوزراء في عهد الرئيس الحالي محمد ولد الغزواني، إلى أن قدم استقالته يوم 6 أغسطس 2020.

## مناصب

### رئاسة الوزراء
بعد يومين من تنصيب الرئيس محمد ولد الغزواني بداية أغسطس عام 2019 رئيساً إثر إعلان فوزه بالانتخابات الرئاسية التي أقيمت قبل ذلك بأزيد من شهر أُعلن عن استقالة آخر حكومة في عهد الرئيس المنتهية ولايته محمد ولد عبد العزيز، والتي قادها محمد سالم ولد البشير، قام الرئيس بتعيين إسماعيل رئيساً للوزراء وكلّفه يوم 3 أغسطس بتشكيل أول حكومة للبلاد في العهد الجديد، وأعلن عنها بعد ذلك بأقل من أسبوع، وتحديدا يوم 8 أغسطس، وجاءت كالآتي:
| #  | الوزارة                                                                             | الوزير                        | العمر | الولاية  |
| -- | ----------------------------------------------------------------------------------- | ----------------------------- | ----- | -------- |
| 1  | وزارة العدل                                                                         | الدكتور حيمود ولد رمظان       |       |          |
| 2  | وزارة الشؤون الخارجية والتعاون والموريتانيين في الخارج                              | إسماعيل ولد الشيخ أحمد        |       | الترارزة |
| 3  | وزارة الدفاع الوطني                                                                 | الجنرال حننه ولد سيدي         |       |          |
| 4  | وزارة الداخلية واللامركزية                                                          | محمد سالم ولد مرزوك           |       |          |
| 5  | وزارة الاقتصاد والصناعة                                                             | الشيخ الكبير ولد مولاي الطاهر |       |          |
| 6  | وزارةالمالية                                                                        | محمد الامين ولد الذهبي        |       |          |
| 7  | وزارةالشؤون الإسلامية والتعليم الأصلي                                               | الداه سيدي أعمر طالب          |       |          |
| 8  | وزارةالتعليم الأساسي وإصلاح التهذيب الوطني                                          | آداما صونكو                   |       |          |
| 9  | وزارة التعليم الثانوي والتكوين التقني والمهني                                       | ماء العينين ولد أييه          |       |          |
| 10 | وزارة البترول والمعادن والطاقة                                                      | محمد ولد عبد الفتاح           |       |          |
| 11 | وزارة الوظيفة العمومية والعمل وعصرنة الإدارة                                        | الدكتور كمرا سالوم محمد       |       |          |
| 12 | وزارةالصحة                                                                          | الدكتور نذيرو ولد حامد        |       |          |
| 13 | وزارة الصيد والاقتصاد البحري                                                        | الناني ولد اشروقه             |       |          |
| 14 | وزارة التجارة والسياحة                                                              | سيد احمد ولد محمد             |       |          |
| 15 | وزارة الإسكان والعمران والاستصلاح الترابي                                           | خديجة بنت بوكه                |       |          |
| 16 | وزارة التنمية الريفية                                                               | ادي ولد الزين                 |       |          |
| 17 | وزارة التجهيز والنقل                                                                | محمدو ولد امحيميد             |       |          |
| 18 | وزارة المياه والصرف الصحي                                                           | الناها بنت مكناس              |       |          |
| 19 | وزارة التعليم العالي والبحث العلمي وتقنيات الاتصال والإعلام                         | سيدي ولد سالم                 |       |          |
| 20 | وزارة الثقافة والصناعة التقليدية والعلاقات مع البرلمان الناطق الرسمي باسم الحكومة   | الدكتور سيدي محمد ولد غابد    |       |          |
| 21 | وزارة التشغيل والشباب والرياضة                                                      | الدكتور الطالب سيد احمد       |       |          |
| 22 | وزارة الشؤون الاجتماعية والطفولة والأسرة                                            | الدكتورة ننا كان              |       |          |
| 23 | وزارة البيئة والتنمية المستدامة                                                     | مريم بكاي                     |       |          |
| 24 | وزارة الأمانة العامة للحكومة                                                        | نيانغ جبريل                   |       |          |
| 25 | وزارة منتدبة لدى وزارة الاقتصاد والصناعة المكلفة بترقية الاستثمار والتنمية الصناعية | احبيب ولد حام                 |       |          |
| 26 | وزارة استشارية برئاسة الجمهورية                                                     | كمبا با                       |       |          |
| 27 | مفوضية حقوق الإنسان والعمل الإنساني والعلاقات مع المجتمع المدني                     | حسن ولد بوخريص                |       |          |
| 28 | مفوضية الأمن الغذائي                                                                | محمد محمود ولد بوعسرية        |       |          |